# Carlos Garrote
Carlos Garrote Ballesteros (Zamora, 16 de julio de 1991) es un deportista español que compite en piragüismo en la modalidad de aguas tranquilas, campeón mundial en 2018 y campeón europeo en 2018.
Ganó seis medallas en el Campeonato Mundial de Piragüismo entre los años 2017 y 2024, y dos medallas en el Campeonato Europeo de Piragüismo, oro en 2018 y bronce en 2017.

## Palmarés internacional
| Campeonato Mundial | Campeonato Mundial          | Campeonato Mundial | Campeonato Mundial |
| Año                | Lugar                       | Medalla            | Competición        |
| ------------------ | --------------------------- | ------------------ | ------------------ |
| 2017               | Račice (República Checa)    | Medalla de plata   | K2 200 m           |
| 2017               | Račice (República Checa)    | Medalla de plata   | K4 500 m           |
| 2018               | Montemor-o-Velho (Portugal) | Medalla de oro     | K1 200 m           |
| 2019               | Szeged (Hungría)            | Medalla de bronce  | K1 200 m           |
| 2023               | Duisburgo (Alemania)        | Medalla de bronce  | K1 200 m           |
| 2024               | Samarcanda (Uzbekistán)     | Medalla de bronce  | K1 200 m           |
| Campeonato Europeo |                             |                    |                    |
| Año                | Lugar                       | Medalla            | Competición        |
| 2017               | Plovdiv (Bulgaria)          | Medalla de bronce  | K1 200 m           |
| 2018               | Belgrado (Serbia)           | Medalla de oro     | K1 200 m           |